# Скачковце
Скачковце (мкд. Скачковце) је насеље у Северној Македонији, у северном делу државе. Скачковце припада општини Куманово.

## Географија
Скачковце је смештено у северном делу Северне Македоније. Од најближег града, Куманова, село је удаљено 16 km југоисточно.
Насеље Скачковце се налази у историјској области Средорек. Село је смештено на брдима јужно од долине реке Пчиње, на приближно 430 метара надморске висине. Јужно од села издиже се Градиштанска планина.
Месна клима је континентална.

## Прошлост
У селу је фебруара 1896. године било 30 српских кућа.

## Становништво
Скачковце је према последњем попису из 2002. године имало 160 становника.
Већинско становништво у насељу су етнички Македонци (99%), а остало су Срби.
Претежна вероисповест месног становништва је православље.